# Euxoa kuruschensis
Euxoa kuruschensis là một loài bướm đêm trong họ Noctuidae.